# Myrna Hansen
Myrna Hansen, född 5 augusti 1934 i Chicago, är en amerikansk skådespelerska, fotomodell och titelhållare för skönhetstävlingen Miss USA 1953.

## Filmografi (urval)
- Playgirl (1954)
- Mannen utan öde (1955)
- Cult of the Cobra (1955)
- There's Always Tomorrow (1956)
- Regnträdets land (1957)
- Natt i Chicago (1958)
- Alla mina drömmar (1959)
- Goodbye Charlie (1964)